# Bob Acri
Bob Acri (Chicago, 1918 — Boston, 25 de julho de 2013) foi um pianista estadunidense de jazz.
Ele estudou na Escola Secundária de Austin e trabalhou como músico nas orquestras de rádio da NBC e da ABC e na banda de Chicago Mr. Kelly. Ele saiu em turnê com Harry James, e acompanhado por Lena Horne, Mike Douglas, Ella Fitzgerald e Barbra Streisand, assim como Buddy Rich e Woody Herman.
Bob Acri alcançou a fama graças a sua canção escrita para o sistema operacional Windows 7, Sleep Away.

## Discografia
- 2001: Timeless - The Music Of Bob Acri
- 2004: Bob Acri (com George Mraz, Ed Thigpen, Lew Soloff, Frank Wess e Diane Delin)